# Nű
A nű (Ν ν) a görög ábécé tizenharmadik betűje, az n betű és hang.

## A ν betűhöz kapcsolódó fogalmak
- a neutrínók jele (fizika)
- kinematikai viszkozitás
- frekvencia jele